# Subcoccinella vigintiquatuorpunctata
Subcoccinella vigintiquatuorpunctata (Linnaeus, 1758) è un coleottero della famiglia dei Coccinellidi.

## Descrizione
Si tratta di una specie piccola, che misura dai 3,5 ai 4,4 mm. Il colore varia dal giallo pallido all'arancione e il dorso è piuttosto opaco, coperto da sottili peli distesi. Generalmente, su ogni elitra compare una dozzina di punti neri, ma possono essere anche di meno e talvolta fusi tra loro.

## Biologia
Si tratta di una specie fitofaga, che include oltre 70 specie fra le sue piante ospiti, con preferenza per le Caryophyllaceae e le Fabaceae; è spesso considerata una specie parassita dell'alfalfa (Medicago sativa).
Gli individui sono visibili generalmente tra aprile e agosto.

## Distribuzione
È una specie nativa dell'Eurasia; è presente in gran parte dell'Europa continentale con l'aggiunta di alcune isole (fra cui isole britanniche, Corsica, Sardegna e Sicilia). È poi stata introdotta in America Settentrionale, ed è attestata in Ontario, Pennsylvania, Missouri, Maryland e Colorado.
Predilige prati ed altri ambienti aperti, ed è frequente sulle piante di Saponaria officinalis ai lati delle strade. 

### Tassonomia
Il nome specifico fa riferimento al numero massimo di punti neri che possono essere presenti sulle elitre, ossia ventiquattro.
Di questa specie si registrano le seguenti varietà:
- Subcoccinella vigintiquatuorpunctata var. saponariae Weise, 1879
- Subcoccinella vigintiquatuorpunctata var. quadrinotata (Fabricius, 1787)
- Subcoccinella vigintiquatuorpunctata var. biundulata Pic, 1912
- Subcoccinella vigintiquatuorpunctata var. colchica (Motschulsky, 1839)
- Subcoccinella vigintiquatuorpunctata var. reticulata Della Beffa, 1912
- Subcoccinella vigintiquatuorpunctata var. nigra Fiori in Della Beffa, 1912